# Doleschalla makilingensis
Doleschalla makilingensis är en tvåvingeart som beskrevs av Townsend 1928. Doleschalla makilingensis ingår i släktet Doleschalla och familjen parasitflugor. Inga underarter finns listade i Catalogue of Life.